# Leptochloa simoniana
Leptochloa simoniana là một loài thực vật có hoa trong họ Hòa thảo. Loài này được N.Snow mô tả khoa học đầu tiên năm 2000.